# Trametes versicolor
 (février 2021).
Si vous disposez d'ouvrages ou d'articles de référence ou si vous connaissez des sites web de qualité traitant du thème abordé ici, merci de compléter l'article en donnant les références utiles à sa vérifiabilité et en les liant à la section « Notes et références ».
Espèce
Trametes versicolor, le polypore versicolore, est un champignon lignivore de la famille des Polyporaceae, vecteur de pourriture blanche. 

## Description
Mycélium : le plus souvent caché dans la masse du bois.

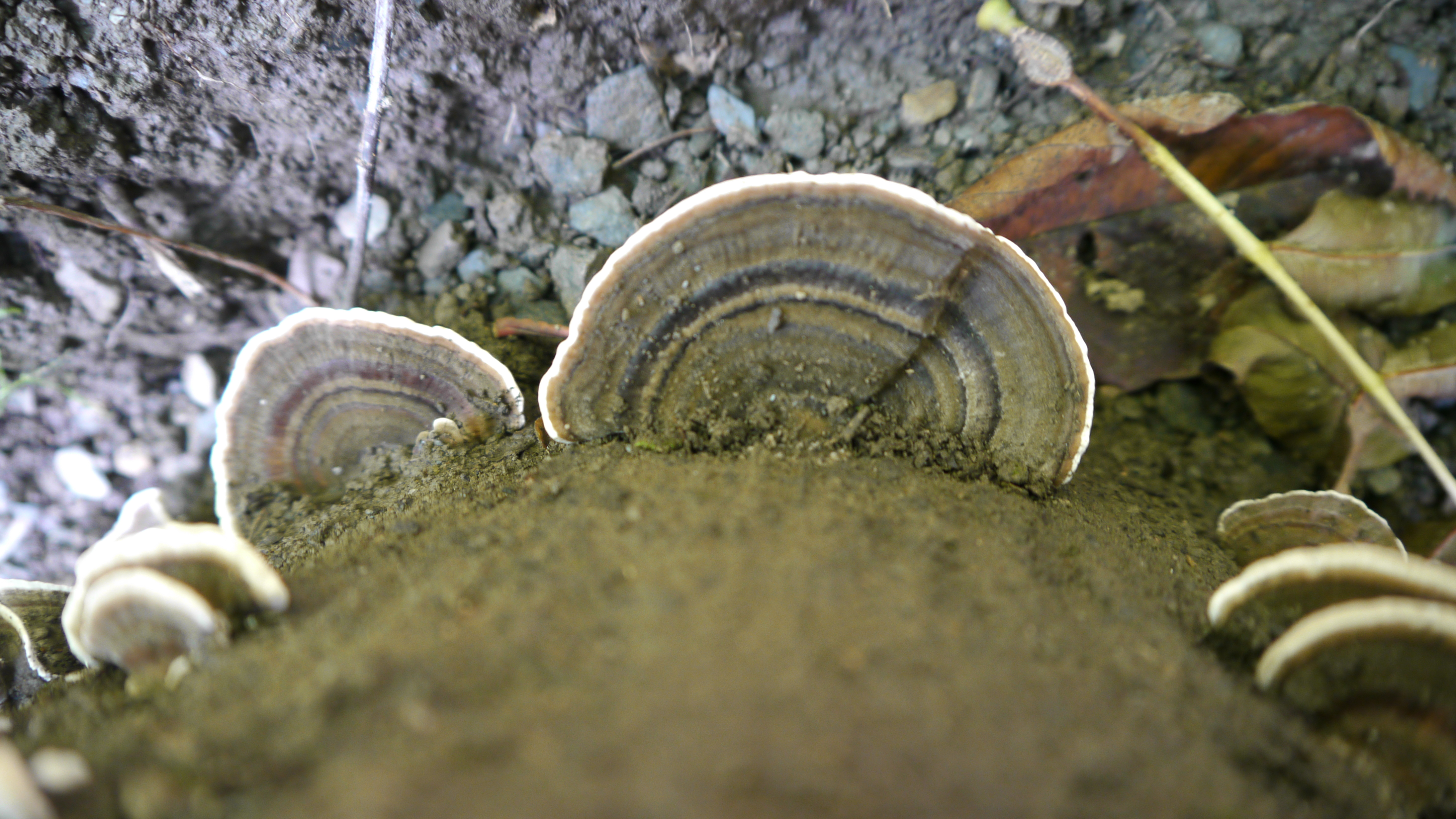
Trametes versicolor sur une bûche de chêne.

Sporophores : fruits annuels très apparents, d’une belle couleur brune, jaune brun et rouge brun rayé, en forme de tuiles ou de rosettes. La marge de croissance est blanche.
Conditions de développement : temps d’été chaud et humide.
Destruction du bois : s’attache surtout au bois de feuillus, en particulier le hêtre. Détruit la lignine.
Chapeau de 3 à 8 cm de large, aplani, très décoratif. 
Chair mince, souple et coriace.
La face supérieure va du blanc au gris, au beige, au noir, au bleu-gris, au roux, ces couleurs étant disposées en zones concentriques. La face inférieure sera blanche puis jaunissante, avec de minuscules pores.

## Origine et causes
Sur les grumes entreposées à l’air libre ainsi que sur les meubles de jardin en bois de feuillus. Il faut que le bois soit exposé aux intempéries pour qu’il développe ce champignon.

## Utilisation en médecine
Une étude japonaise a permis de mettre en avant un lien entre la consommation du champignon et la prévention du cancer de la prostate. Le nombre de cancer chez le groupe de personnes consommant au moins une dose de champignon par semaine était trois fois inférieur au nombre de cancer du groupe de référence.
Il est à noter que seul un lien avec la prévention du cancer de la prostate est supposé et non la guérison.

## Utilisations
Quand les femmes portaient encore des chapeaux, les modistes de Paris et d'ailleurs faisaient grande consommation de ce champignon unique. Elles utilisaient sa matière veloutée aux chatoyantes couleurs en guise de garniture et le résultat ne manquait, paraît-il, pas de charme.
Les fleuristes réputés aujourd'hui le font rechercher et l'utilisent dans les compositions florales de prestige, dans les bouquets, etc.